# Huilaea penduliflora
Espèce
Statut de conservation UICN

 EN B1+2c : En danger
Huilaea penduliflora est une espèce de plantes à fleurs de la famille des Melastomataceae.
Selon Plants of the World Online, c'est un synonyme de Chalybea penduliflora. Selon, ce site, la plante est originaire de Colombie (Caquetá, Huila).

## Publication originale
- Brittonia 9(2): 106–108, f. 1. 1957.